# ان‌جی‌سی ۷۰۹۸
ان‌جی‌سی ۷۰۹۸ (انگلیسی: NGC 7098) یک کهکشان مارپیچی دو میله‌ای است که در فاصله ۹۵ میلیون سال نوری از زمین در صورت فلکی هشتک قرار دارد.  قطر NGC 7098 ۱۵۲۴۰۰ سال نوری تخمین زده شده است. کهکشان NGC 7098 توسط اخترشناس جان هرشل در ۲۲ سپتامبر ۱۸۳۵ کشف شد.